# Aristolochia didyma
Yawar panga (Aristolochia didyma) es una especie de liana perteneciente a la familia Aristolochiaceae. Es una planta originaria de la Amazonia utilizada dentro de los sistemas de salud tradicionales en varios países sudamericanos, especialmente en Perú.

## Descripción

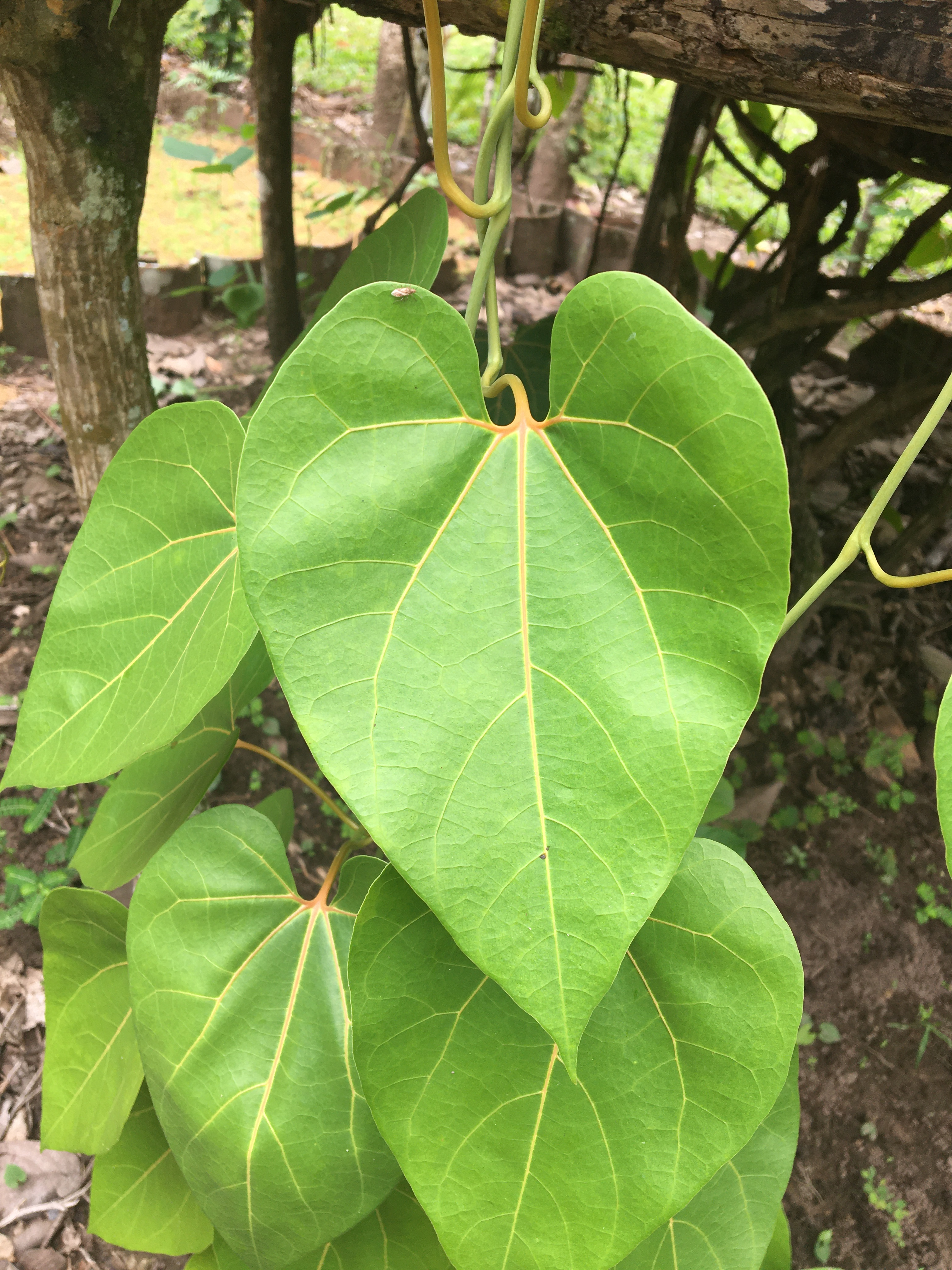
Hojas de yawar panga

Es una planta perenne cuyo tallo es erecto o enramado. Tiene hojas simples alternas y cordadas, membranosas. No tiene estípulas. Las flores crecen en las axilas de la hoja. Están infladas y de forma globosa en la base, continuando en un largo tubo perianto, terminando en un lóbulo lenguado, brillante. No hay corola. Esas flores tienen un especializado mecanismo de polinización. Son plantas aromáticas y la fuerte esencia atrae insectos. La parte interna del perianto se cubre de pelos, actuando como atrapamoscas, y consigue llenarlos de polen.

## Taxonomía
Aristolochia didyma fue descrita por Spencer Le Marchant Moore (abrv.: S.Moore) y publicada en Journal of Botany, British and Foreign 53: 7, t. 535. en 1915.
Etimología
Aristolochia: nombre genérico que deriva del griego: aristos ( άριστος ) = "mejor" y loquia ( λοχεία ) = "vientre". Sin embargo, según Cicerón, la planta lleva el nombre de un tal "Aristolochos", que a partir de un sueño, había aprendido a utilizarla como un antídoto para las mordeduras de serpiente.
didyma: epíteto griego que significa "gemelo" en referencia a los estambres de la planta que están en pares.
Sinonimia
- Aristolochia rodriguesii, Hoehne, 1927[7]

## Importancia económica y cultural

### Uso en la medicina tradicional
Dentro de la medicina tradicional amazónica en Perú, es una de las plantas utilizadas en las dietas previas a las tomas rituales de ayahuasca por sus propiedades eméticas, principalmente en las regiones del tórax y abdomen.

## Nombre común
- Yawar panga